# 1900-1909

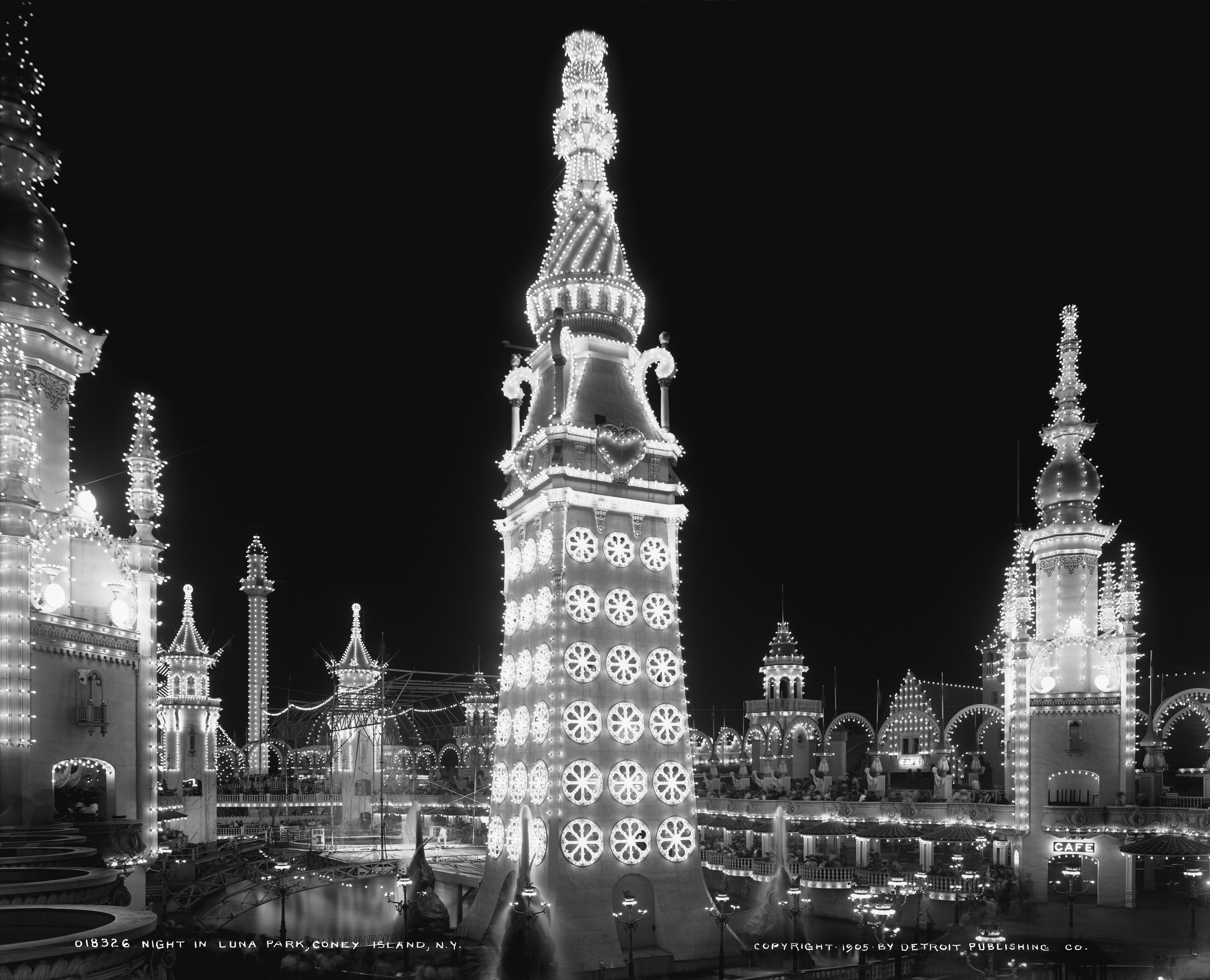
Nachtopname in Luna Park, Coney Island, New York omstreeks 1905.

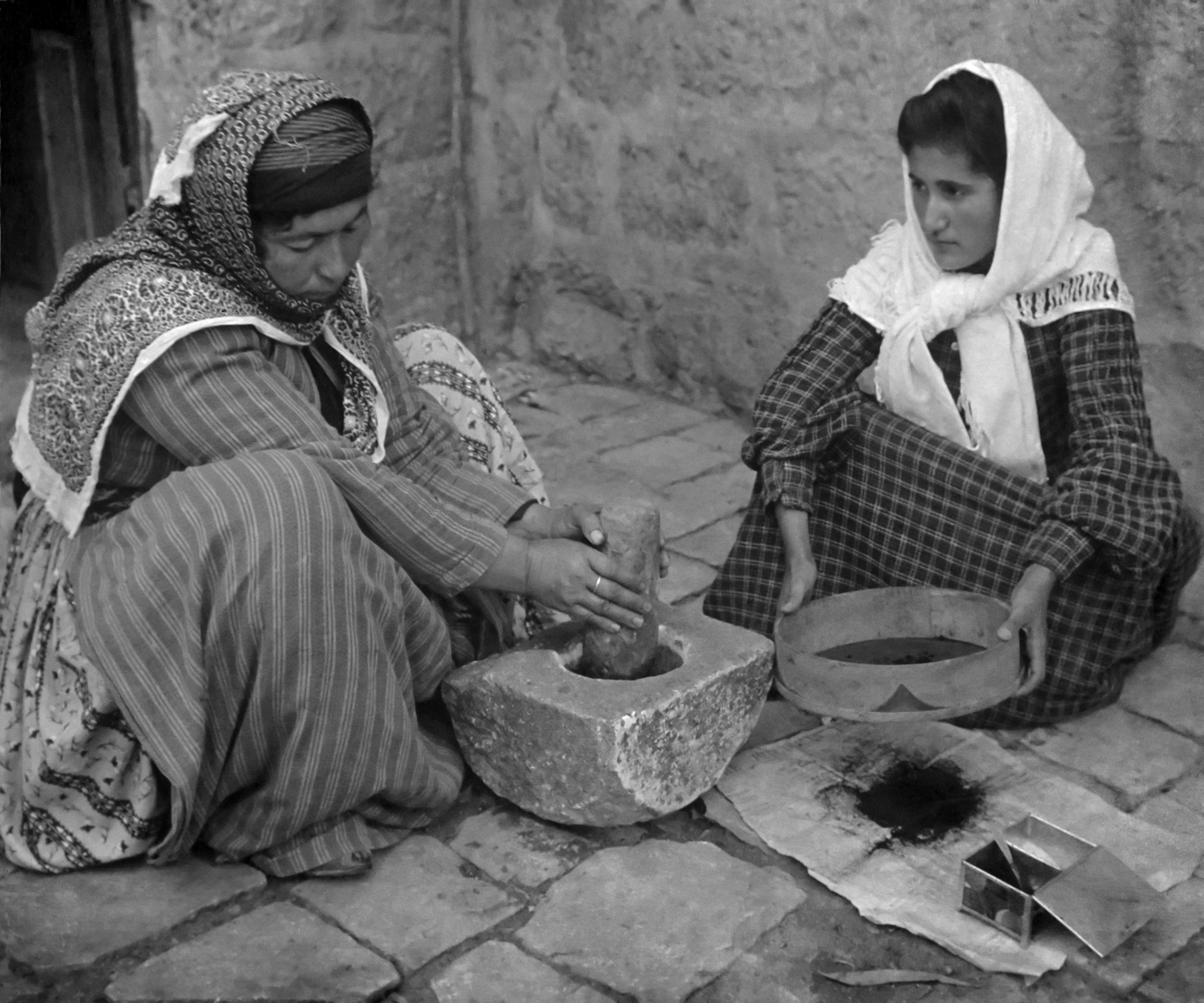
Palestijnse vrouwen malen koffie, omstreeks 1905.

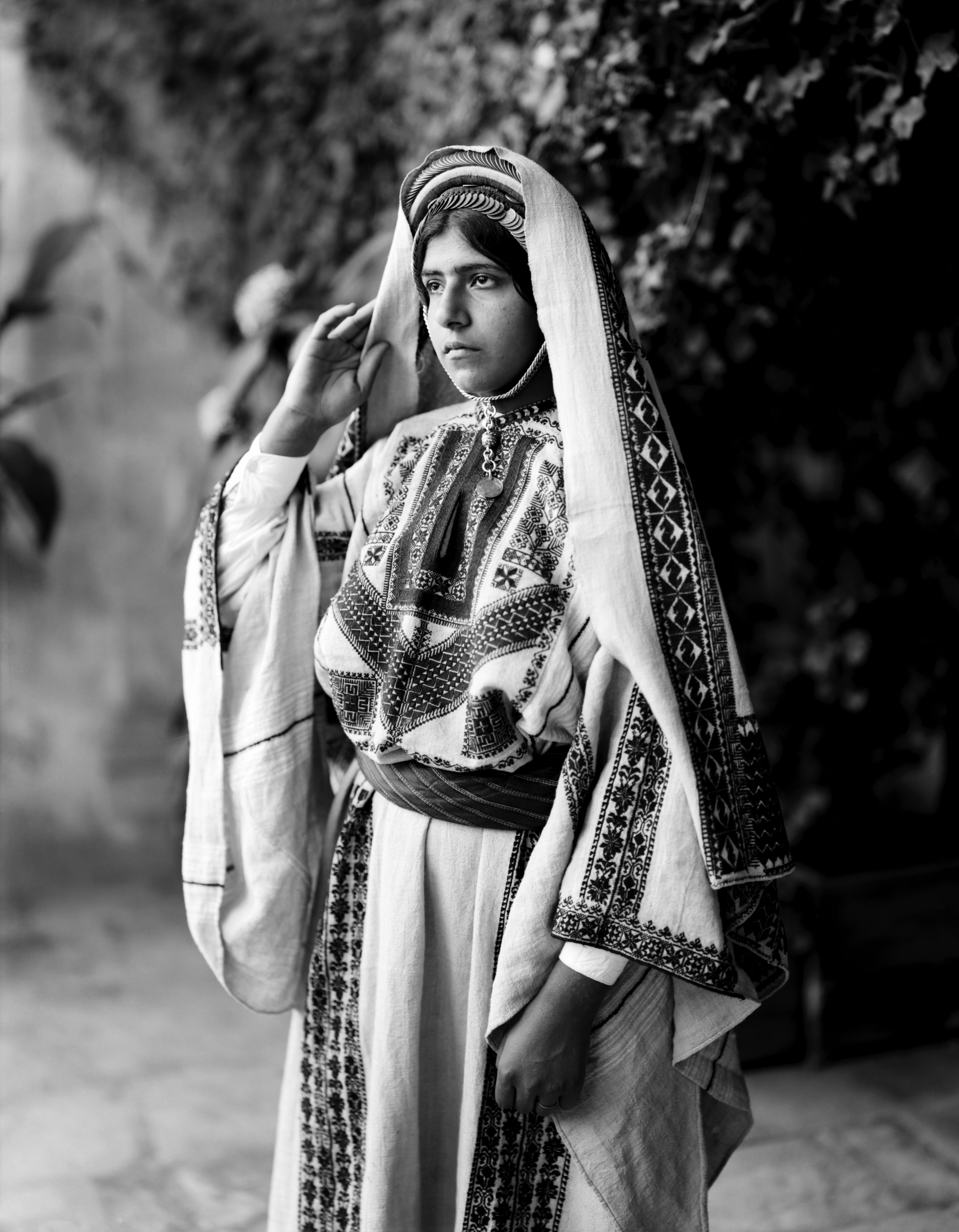
Jonge vrouw uit Ramallah op haar trouwdag.

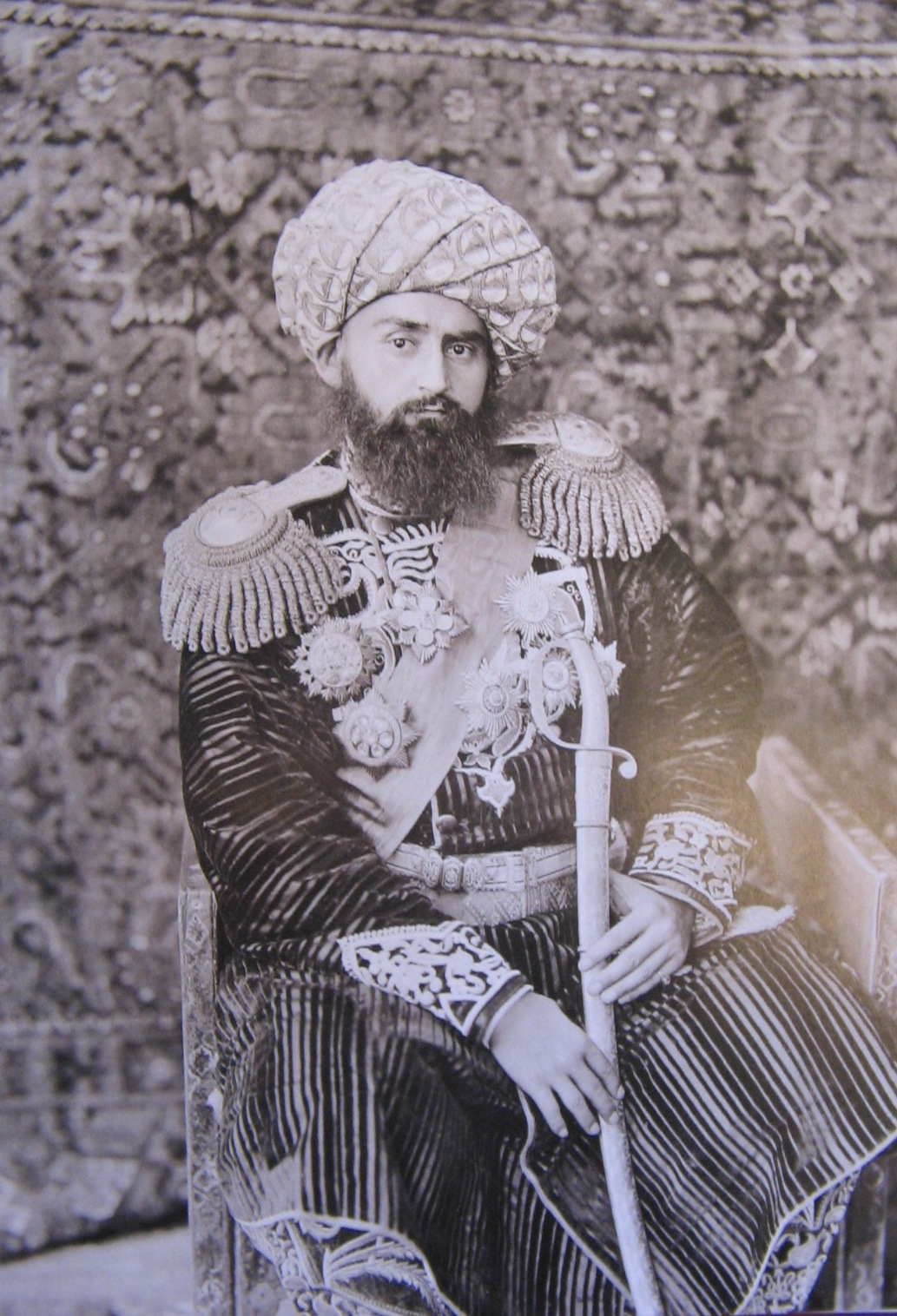
Abdulakhad (1885-1910), emir van Buchara.

De jaren 1900-1909 (van de christelijke jaartelling) vormen het eerste decennium in de 20e eeuw.

## Gebeurtenissen en ontwikkelingen
Oorlog en vrede
- Rusland bezet tijdens de Bokseropstand Mantsjoerije, waarna Japan in 1904 de Russisch-Japanse Oorlog begint, die verrassend door Rusland wordt verloren.
- De Franse ambassadeur Camille Barrère sluit in 1902 een geheim niet-aanvalsverdrag met Italië, lid van de Driebond. Vervolgens sluit Théophile Delcassé in 1904 de Entente Cordiale met het Verenigd Koninkrijk. Daarbij regelen beide landen hun koloniale geschillen in Afrika, die tot veel spanningen en conflicten hebben geleid. Zo wordt de Soedan toebedeeld aan de Britten en Marokko aan de Fransen.
- De Duitse keizer probeert een wig te drijven tussen de nieuwe bondgenoten. Hij landt in maart 1905 met zijn jacht in Marokko en brengt soevereine eer aan de sultan. Dit is een openlijke provocatie aan Frankrijk, dat Marokko beschouwt als protectoraat. Duitsland staat echter alleen tijdens de Internationale conventie te Algeciras in januari - april 1906.
- Als in 1906 de Liberals in Londen de Tories aflossen, komt er een kentering in de imperialistische politiek van de Britten. In 1907 regelen ze in de Brits-Russische Conventie de geschillen in Perzië, Afghanistan en Tibet, waarmee een einde komt aan The Great Game. Ze sluiten een defensief verbond, het Verdrag van Sint-Petersburg.
- Zo is tussen de Fransen, de Russen en de Britten een Triple Entente gegroeid, en de Duitse keizer voelt zich "eingekreist". Zijn legerleiding heeft echter het Schlieffenplan klaarliggen: een snelle veldtocht over België naar Parijs, en daarna een snelle troepenverplaatsing naar het oosten.
- De Britse "First Sealord" admiraal Fisher geeft een nieuwe impuls aan de bewapeningswedloop met het ontwerp van de dreadnought, een gepantserd slagschip met draaibare geschutstorens. De liberale regering wil er vier laten bouwen, maar onder druk van de Tories worden het er acht.
- Er wordt verder gewerkt aan een humanisering van de oorlog en aan een vreedzame oplossing van geschillen tussen landen. De Tweede Geneefse Conventie bereikt in 1906 een verdrag over de verzorging van gewonden. In 1907 vindt de Tweede Vredesconferentie van Den Haag plaats. Dan wordt ook de eerste steen gelegd voor het Vredespaleis.

Europa
- In de Franse Republiek wordt het klimaat steeds antiklerikaler. De meeste kloosterorden verlaten het land. In 1905 wordt de scheiding van kerk en staat afgekondigd.
- De eerste socialistische minister van de wereld Alexandre Millerand wordt in 1904 door zijn partij geroyeerd, in 1906 gevolgd door René Viviani en aristide Briand, die eveneens een ministerspost hebben aanvaard. De Tweede Internationale heeft immers in 1901 bepaald dat alleen in een uitzonderlijk geval zal worden deelgenomen aan een "burgerlijke regering".
- Het Britse Rijk omvat op zijn hoogtepunt een bevolking van 458 miljoen mensen, een kwart van de wereldbevolking. Met zijn bijna 33 miljoen km² strekt het zich uit over ongeveer een kwart van het landoppervlak.
- In 1903 komen in Servië door een bloedige staatsgreep de panslavisten aan de macht. Er ontstaat verwijdering tot Oostenrijk, en van 1906 tot 1910 woedt tussen de buurlanden een economisch conflict, de Varkensoorlog. Als Oostenrijk in 1908 Bosnië en Herzegovina annexeert, nemen de spanningen verder toe.
- De slechte prestaties van de Russische strijdkrachten in de Russisch-Japanse Oorlog leiden tot de Winterrevolutie. Deze wordt bloedig onderdrukt, maar Tsaar Nicolaas II moet een parlement toestaan, de Doema.

Afrika
- De verslagen Afrikaners vechten nog lang door in een guerrilla, terwijl hun gezinnen in de eerste concentratiekampen worden ondergebracht om bevoorrading en verzorging van de krijgers te beletten. Ten slotte schikken ze zich in de in 1904 opgerichte Unie van Zuid-Afrika.
- In de Duitse koloniën worden opstanden met groot geweld neergeslagen. In Zuidwest-Afrika woedt van 1903 - 1907 een opstand van de Hereros en de Hottentotten, in Oost-Afrika begint in 1905 de Maji-Maji-opstand, die eveneens in 1907 eindigt.

Azië
- In China wordt de Bokseropstand neergeslagen door een internationale interventiemacht. Keizerin-weduwe Cixi komt met beperkte hervormingen. In 1905 worden de ambtenarenexamens afgeschaft en in 1906 worden strenge wetten afgekondigd tegen de opiumhandel. Wanneer Cixi in 1908 sterft, wordt een tweejarig kind keizer en strompelt de Mantsjoedynastie onder een zwakke regent naar haar einde.
- Terwijl het Amerikaanse leger de Filipijnse revolutie bestrijdt, worden duizend leerkrachten naar het eilandenrijk gestuurd. De Philippine Commission betrekt ook enkele Filipino's bij het burgerlijk bestuur.
- Na de verrassende Japanse overwinning in de Russisch-Japanse Oorlog sluiten de Amerikanen een geheim verdrag met Japan, dat de vrije hand krijgt in Korea en in ruil daarvoor de Filipijnen met rust laat. Ook besluit president Theodore Roosevelt om de verzelfstandiging van de Filipijnen te versnellen, en in 1907 mogen de eilandbewoners een Assemblee kiezen.
- Het Amerikaanse militaire bewind op de Filipijnen treft een uitgebreid stelsel van door het verdreven Spaanse gouvernement gereglementeerde opiumhandel aan. In 1906 neemt president Theodore Roosevelt het initiatief voor een internationale conferentie over dit vraagstuk, die in 1909 wordt gehouden in Shanghai. Besloten wordt tot een vervolgconferentie in Den Haag.

België
- Zes proefboringen in 1902 en 1903 in de dorpen Beverlo, Beringen Koersel en Paal bevestigen de aanwezigheid van steenkool. Op 26 november 1906 wordt een concessie verleend voor een gebied dat 4950 hectare groot is (Beeringen-Coursel). De uitbatingsmaatschappij Société anonyme Charbonnages de Beeringen wordt in 1907 opgericht.
- De Belgische staat neemt de Vrijstaat Congo over van koning Leopold II en wordt zo een koloniale mogendheid.

Nederland
- Minister Goeman Borgesius van Binnenlandse Zaken loodst belangrijke wetten door het parlement, waardoor de belangrijkste vruchten van het kabinet-Pierson worden geoogst. De meest ingrijpende zijn de Woningwet, de Militiewet (dienstplicht), de Gezondheidswet, de Leerplichtwet en de Kinderwetten.
- Door het toenemende verkeer wordt het tijdverschil binnen Nederland steeds hinderlijker. Elke plaats zet zijn torenklok regelmatig gelijk met de zonnetijd, waardoor het in Utrecht een kwartier later is dan in Amsterdam. De uurwerkmakers richten een petitie tot het kabinet-Kuyper om tot eenheid van tijd te komen, liefst de Midden-Europese Tijd. De Nederlandse Spoorwegen hanteren al sinds 1892 Greenwich Mean Time. Uiteindelijk kiest het kabinet-Heemskerk voor de Amsterdamse Tijd, die vanaf 1 mei 1909 in het hele land de enig juiste is.
- De SDAP groeit snel, gaat in 1901 van 2 naar 6 zetels en in 1905 naar 9. Maar de interne spanningen nemen toe en treden in het licht op het 13e partijcongres van 31 maart - 2 april 1907. Partijvoorzitter Vliegen en plaatsvervangend fractieleider Schaper leiden de gematigde vleugel, Herman Gorter en Frank van der Goes de radicalen. De laatsten verlaten in 1909 de partij.

Sociaal-economisch
- De kolenwinning brengt de eerste gastarbeiders naar Nederland: mijnwerkers uit het Oostenrijkse Slovenië.
- De Spoorwegstakingen van 1903 in Nederland leiden tot een stakingsverbod voor overheidspersoneel en tot een definitieve breuk binnen de vakbeweging. In 1906 wordt het NVV opgericht als koepel van de socialistische vakbonden en in 1909 het CNV als verbond van de christelijke doorwerkers. Het syndicalistische Nationaal Arbeids-Secretariaat, dat in 1903 het voortouw had, heeft het nakijken.
- Het Syndicalisme speelt een hoofdrol in de sociale strijd. Stakingen en sabotages zijn primair niet bedoeld voor lotsverbetering maar voor ondermijning van het kapitalistische systeem. Algemene stakingen en demonstraties worden in Frankrijk en Italië krachtig neergeslagen.
- Op de conferentie in 1900 van de Independant Labour Party besluiten aanwezige vakbondsbestuurders om de Labour Representation Committee (LRC) op te richten. Deze organisatie zal een samenwerkingsverband zijn van vakbonden, de ILP, Fabian Society en de SDF om kandidaten voor te dragen bij verkiezingen. De SDF verlaat het samenwerkingsverband in 1901 uit onvrede over de kleine invloed van het marxisme. In 1906 veranderd de LRC haar naam in Labour Party.

Stad en land

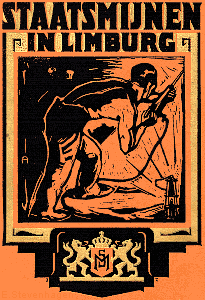
Staatsmijnen in Limburg

- De aanleg van de steenkoolmijn Laura door de Belgische Société des Charbonnages Réunis Laura et Vereeniging S.A. begint in 1900. Een jaar later start men met het delven van de eerste schacht, in 1902 wordt begonnen met het afdiepen van de tweede schacht. De eerste kolen worden in 1905 geproduceerd.
- Tussen 1902 en 1904 wordt de Brug van de Waterhoek gebouwd, een verbinding van West-Vlaanderen en Oost-Vlaanderen over de Schelde. Het is de eerste Vierendeelbrug.
- Na de stormvloed van 1906 ontwikkelt jhr. De Muralt een goedkope manier om dijken te verhogen zonder het dijklichaam te hoeven verbreden. Vanaf 1906 worden overal in Zeeland Muraltmuurtjes gebouwd.

Koloniën
- Het christelijke kabinet-Kuyper introduceert de ethische politiek voor Nederlands-Indië. De inlanders dienen als mensen te worden behandeld, onderwijs te krijgen en zo mogelijk tot het christendom te worden gebracht.
- Een Duits-Nederlandse onderneming trekt de Amerikaanse telegraafkabel naar de Filipijnen door naar de Duitse en Nederlandse bezittingen: de "Yapkabel". Vanuit Nederlands-Indië worden verbindingen gelegd met China en Afrika.
- In Australië wordt tussen 1901 en 1907 het State Barrier Fence of Western Australia opgetrokken om de landbouwgebieden in het westen te beschermen tegen de uit het oosten oprukkende konijnenpopulatie.

Suriname
- In Suriname heerst de goudkoorts: in het oostelijke Lawagebied zou zich veel goud bevinden. Gouverneur Lely laat op gouvernementskosten de Lawaspoorweg aanleggen. Maar de oogst valt tegen.
- Paramaribo krijgt een fabriek voor stadsgas, gebouwd door de Nederlandsch-Indische Gas Maatschappij. Het Killinger-complot kan de bouw van de fabriek niet tegenhouden.
- De Krullotenziekte decimeert de Surinaamse cacaoteelt.

Verkeer en vervoer
- De Duitse motorenbouwer Wilhelm Maybach ontwerpt de eerste moderne automobiel: de Mercedes Simplex, die van 1902 tot 1910 in productie is. In Amerika is de Oldsmobile Curved Dash in 1901 de eerste automobiel die in massaproductie wordt genomen. Tot 1908 worden er 19.000 van verkocht. In 1908 komt de goedkope Ford Model T op de markt.
- Vanaf 1900 gaat in Antwerpen, Amsterdam en andere steden de elektrische tram de plaats innemen van de paardentram en de stoomtram.
- Tussen 1901 en 1910 wordt door de Noordoosterlocaalspoorweg-Maatschappij de lijn Zwolle - Delfzijl aangelegd, over onder meer Emmen, Coevorden en Stadskanaal.
- Voorjaar 1903 gaat op de Wolga de olietanker Vandal varen, het eerste schip dat is uitgerust met een dieselmotor. Seriebouw volgt en in 1909 neemt de Nederlandse Scheepsbouw Maatschappij het eerste door dieselmotoren voortgedreven zeeschip in aanbouw: de Vulcanus.

luchtvaart
- 1903 - De gebroeders Wright maken hun eerste vlucht in een gemotoriseerd vliegtuig. Vervolgens ontwikkelt de luchtvaart zich snel, ook in Europa waar de Wrights in 1906 een vliegschool openen in Pau.
- In 1908 gaat de Franse fietsfabriek Clément als eerste een vliegmachine in een kleine serie bouwen. De eendekker is ontworpen door Alberto Santos-Dumont
- Met een zekere regelmaat worden langere afstanden gevlogen, maar altijd rond het vliegveld: de vliegmachine is er als het ware nog "door de navelstreng" mee verbonden. Maar dan vliegt Louis Blériot in juli 1909 over Het Kanaal.

Jeugd
- De Brit Robert Baden-Powell werkt zijn ideeën en ervaringen uit de Boerenoorlog uit voor een programma om de stadsjeugd vertrouwd te maken met het overleven in de natuur. Hij leest literatuur zoals Junglebook van Rudyard Kipling, en neemt ideeën over, zoals van de "The Woodcraft Indians" van de Canadees Ernest Thompson Seton. Om zijn opzet te testen, organiseert hij van 1-8 augustus 1907 het eerste scoutingkamp op Brownsea Island. Daarna komt het boek uit in losse afleveringen: Scouting for Boys (Verkennen voor jongens) met als ondertitel A Handbook for Instruction in Good Citizenship Through Woodcraft. Het is een spelplan voor jeugdorganisaties. Overal in Engeland beginnen groepjes jongens zelf "patrouilles" te vormen. Om de zaak in de hand te houden richt Baden-Powell in 1908 de Boy Scout Association op.
- Verkade-albums ontstaan in 1903 als de Zaanse koek- en beschuitfabriek Verkade plaatjes die in speciale albums kunnen worden geplakt bij haar producten gaat voegen. In 1904 wordt Jac. P. Thijsse benaderd om de tekst te gaan verzorgen voor de albums. Hij begint in 1906 met de albums Lente, Zomer, Herfst en Winter.

Godsdienst
- De keuze in 1903 van de patriarch van Venetië Giuseppe Melchiorre Sarto tot paus Pius X luidt een koerswijziging in. Het integralisme beperkt zich niet tot het theologische domein, maar sluit veelal ook het maatschappelijke terrein van de politiek en economie in. Het keert zich niet alleen tegen de toepassing van wetenschappelijke (tekst)kritiek op de Bijbel en tegen moderne oecumenische tendensen, maar verdedigt in landen als Frankrijk en Spanje ook het klerikalisme tegen het liberale laïcisme. In het verlengde daarvan is zij tegenstander van de principiële scheiding tussen kerk en staat.

Amerika
- In Californië groeit het verzet tegen de Japanse immigratie vooral na de Russisch-Japanse Oorlog hard. Als de stad San Francisco in 1906 Japanse kinderen verbant naar aparte scholen, roept dat in Japan veel boosheid op. In 1907 wordt overeengekomen dat Japan de emigratie naar Californië zal afremmen, en in ruil zal Californië gezinshereniging weer toestaan en krijgen Japanse kinderen weer toegang tot de gewone Amerikaanse scholen.
- De instroom uit Italië bereikt een hoogtepunt: 3,5 miljoen Italianen steken over naar Noord- en Zuid-Amerika.

Natuur
- Rond 1900 vindt grootschalige herbebossing plaats in Nederland. Voornamelijk om hout te produceren voor de mijnbouw in Zuid-Limburg. Voor de herbebossing op de zandgronden zoals het Kootwijkerzand en Kroondomein Het Loo worden exotische soorten ingevoerd als de Amerikaanse eik en de Douglasspar.
- De strijd om het behoud van het Naardermeer leidt tot de oprichting van de Nederlandse Vereniging tot Behoud van Natuurmonumenten. De aankoop van het Naardermeer in 1906 wordt in 1909 gevolgd door die van een deel van de polder Waal en Burg op Texel.

Medisch
- De bestrijding van tuberculose komt op gang. In 1900 opent de arts A.H. Haantjens in Deventer het eerste herstellingsoord voor tbc-patiënten. Koningin-moeder Emma besteedt het nationaal geschenk ter gelegenheid van haar afscheid aan de bouw van het Volkssanatorium voor Borstlijders Oranje Nassau’s Oord bij Renkum, en in 1908 opent zij het Zeehospitium in Katwijk. De leider van de Amsterdamse diamantbewerkers Jan van Zutphen sticht in 1905 het 'koperen stelenfonds', een initiatief dat navolging vindt in Antwerpen (actie Zonnestraal) en de VS.
- De Duitse arts Robert Koch, ontdekker van de tuberculosebacil, presenteert in 1903 richtlijnen voor het voorkomen en het behandelen van de ziekte. In 1909 wordt in New Jersey het eerste preventorium geopend, en ook in Nederland en Vlaanderen verschijnen vakantiekolonies aan zee voor ziekelijke kinderen uit de volkswijken van de industriesteden.
- België (1906) en Nederland (1909) verbieden de productie van en handel in absint.

Wetenschap en techniek

Albert Einstein in 1905

- In 1900 publiceert Max Planck zijn kwantumtheorie wat later een eerste aanzet blijkt te zijn tot de revolutionaire kwantummechanica.
- Albert Einstein publiceert in zijn 'wonderjaar' (1905) zijn speciale relativiteitstheorie.
- De Amerikaanse geneticus Thomas Hunt Morgan experimenteert aan de Columbia-universiteit met fruitvliegjes. Hij ontdekt dat de overerving van eigenschappen deels geslachtsbepaald is, en dat de genen zich bevinden op de chromosomen.
- In het spoor van de Russische reflexleer voert de fysioloog Ivan Pavlov een serie psychologische experimenten met honden uit. Dit leidt tot de ontdekking van de geconditioneerde reflex, die gevormd wordt door het proces van de klassieke conditionering. Het experiment waarmee hij dit aantoont is later in de volksmond bekend geworden als de Hond van Pavlov.
- Drie mannen herontdekken onafhankelijk van elkaar de Wetten van Mendel: Hugo de Vries, Erich von Tschermak en Carl Correns. Deze herontdekkers zijn de grondleggers van de moderne evolutiebiologie. Tschermak gebruikt deze bevindingen voor plantenveredeling.
- In verband met de onderwijshervorming geeft het Franse ministerie van Onderwijs in 1904 aan Alfred Binet de opdracht een methode te ontwikkelen om zwakke leerlingen te kunnen ontdekken, zodat hen extra begeleiding kan worden geboden. De eerste versie van de Binet-Simon-test wordt in 1905 gepubliceerd, in de jaren erna wordt hij nog enkele malen verbeterd.

Innovatie
- In Duitsland ontwikkelt de chemie zich snel. In 1906 wordt het Ostwaldproces ontwikkeld, waardoor salpeterzuur kan worden geproduceerd ter vervanging van chilisalpeter en het Haber-Boschproces legt de grondslag voor de productie van kunstmest uit ammoniak.
- De elektronenbuis (diode) wordt door de Brit John Ambrose Fleming uitgevonden in 1904, in 1906 gevolgd door de triode van Lee De Forest.

Cultuur
- Giacomo Puccini schrijft de opera's Tosca en Madama Butterfly.
- Bij de opkomst van de moderne dans speelt Isadora Duncan een grote rol. Voor haar is de individuele artistieke expressie in dans primair. De dansbenadering van Duncan staat in zekere zin dichter bij de pantomime dan bij ballet. In 1904 sticht ze in Berlijn een eigen school van waaruit haar benadering meer en meer bekendheid krijgt.
- Hoogtijjaren van de ragtime en met name van pianist en componist Scott Joplin.
- In 1901 vindt er een Van Gogh-retrospectieve tentoonstelling plaats in de Galerie Bernheim-Jeune die een sterke invloed zal uitoefenen op de latere fauvisten. Bij fauvisme gaat het niet om een coherente groep schilders; wat hen tijdelijk samenbindt is een gemeenschappelijke interesse in het schilderen van vlakke patronen en 'wilde' kleuren. Henri Matisse is de centrale figuur van de groep.
- Louis Couperus publiceert de Boeken der kleine zielen (1901-1903), Een berg van licht (1905) en Van oude mensen, de dingen die voorbijgaan.
- Er groeit aan de Leie ten zuiden van Gent een schilderskolonie rond de dichter Karel van de Woestijne en de beeldhouwer George Minne. Zij nemen deze jonge schilders op sleeptouw en doen hen in de richting gaan van het "stedelijk symbolisme". Men spreekt dan over de groep der mystieke symbolisten.
- In 1900 geeft de Catalaanse ondernemer Eusebi Güell aan de architect Antoni Gaudí de opdracht om een tuinwijk te ontwerpen naar Engels voorbeeld, op het hoger gelegen gedeelte van de berghelling in de Gràciawijk van Barcelona. Dit wordt Park Güell.
- De Wereldtentoonstelling van 1900 in Parijs markeert het begin van de kunststroming art nouveau. De art-nouveau-bouwwerken in en buiten België worden vaak in het stucwerk aan de buitenkant verlevendigd met Sgraffiti: gestileerde figuren van bloemen, planten en vrouwen.
- Louis Comfort Tiffany produceert in zijn Tiffany Studio's in New York glazen lampenkappen met grote diversiteit. Naast geometrische patronen met Indiaanse, Moorse en andere motieven zijn er dieren- en bloemdessins afgebeeld in allerlei vormen en maten.

Vrouwen
- De Amerikaanse tekenaar Charles Dana Gibson wordt bekend voor zijn Gibson Girls. Bekende Gibson Girls zijn actrices en modellen Camille Clifford en Evelyn Nesbit. Hun portretten verschijnen in tijdschriften als Harper's, Scribner's, Collier's en The Century.
- Oprichting in 1903 in het Verenigd Koninkrijk van de Suffragettes, een militante beweging voor vrouwenkiesrecht. In New York staken vrouwelijke arbeiders in 1907 een dag voor vrouwenkiesrecht en de achturige werkdag.
- Bij de Nederlandse PTT worden in 1904 gehuwde vrouwen uitgesloten van een baan. Naar aanleiding hiervan wordt het Nationaal Comité inzake Wettelijke Regeling van Vrouwenarbeid opgericht.
- De wespentaille blijft in de mode en de nieuwe wollen korsetten worden net zo hard aangeregen als de oude, waardoor de boezem vooruit en de heup achteruit wordt geduwd, wat resulteert in het S-vormig silhouet. Er wordt veel kant en tule gebruikt.
- De Australisch-Amerikaanse zwemster Annette Kellerman introduceert het eerste badpak dat nauw aansluit en de benen grotendeels vrij laat.

Sport
- Omstreeks 1900 ontwikkelt de Italiaanse ritmeester Federico Caprilli een nieuwe methode na een vrij springend paard aandachtig te hebben gadegeslagen. Hij leert de paardenrug te ontlasten, hoofd en hals vrij te geven, zich aan te passen aan de beweging van het paard om daarmee alle ruimte te laten voor een zo vrij mogelijke sprong. De verlichte zit wordt de nieuwe springstijl.
- Vanaf 1903 wordt de Ronde van Frankrijk gereden. Aanvankelijk bestaat deze uit 6 etappes, die zo lang zijn dat ook 's nachts wordt gekoerst tot woede van de dorpelingen aan de route. In 1904 worden de eerste vier van het eindklassement uit de uitslag geschrapt wegens onregelmatigheden. In 1906 worden de Alpen en de Vogezen in het programma opgenomen. Er komen 11 etappes.
- Van 1906 tot 1909 spelen Belgen een hoofdrol in de internationale roeisport. In 1906 wordt Royal Club Nautique de Gand of de Koninklijke Roeivereniging Club Gent het allereerste buitenlandse team dat de Grand Challenge Cup weet te winnen. Een andere Gentse Club, Royal Sport Nautique de Gand of de Koninklijke Roeivereniging Sport Gent neemt de Grand in 1907. In werkelijkheid gaat het beide keren om gemengde ploegen, waarbij ze onderling de afspraak hebben om afwisselend de clubnamen te gebruiken. Club de Gand wint de Grand wel als homogene clubploeg in 1909, een jaar na het door hen behaalde zilver voor België in de acht met stuurman heren op de Olympische Zomerspelen 1908.

Midden-Oosten
- Het Joods Nationaal Fonds wordt - met steun van Theodor Herzl in 1901 gesticht tijdens het 5e Joods Wereldcongres in Basel. Doel is om geld in te zamelen waarmee Joodse pioniers in Palestina,  dat deel uitmaakt van het Ottomaanse Rijk,  grond aan kunnen kopen. Ook heeft het fonds als doel het vruchtbaar maken van het land
- Tweede alia: door de pogroms in Oost-Europa trekken veel Joden uit dat gebied naar Palestina.

Poolexpedities
- De interesse voor het Antarctische gebied neemt rond de eeuwwisseling sterk toe. De Discovery-expeditie wordt tegelijk met enkele soortgelijke expedities op touw gezet: een Duitse expeditie onder leiding van Erich von Drygalski, een Zweedse expeditie onder leiding van Otto Nordenskjöld, een expeditie uit Frankrijk onder leiding van Jean-Baptiste Charcot en de Scottish National Antarctic Expedition die onder leiding staat van William Speirs Bruce.

## Bekende personen
- Robert Baden-Powell
- Louis Blériot
- Rudolf Diesel
- Albert Einstein
- Henry Ford
- Johannes Benedictus van Heutsz
- Wilhelm Maybach
- Emmeline Pankhurst
- Max Planck
- Theodore Roosevelt
- Jac. P. Thijsse
- Orwill Wright
- Wilbur Wright

<< · 1900 · 1901 · 1902 · 1903 · 1904 · 1905 · 1906 · 1907 · 1908 · 1909 · >>
<< · 1900-1909 · 1910-1919 · 1920-1929 · 1930-1939 · 1940-1949 · 1950-1959 · 1960-1969 · 1970-1979 · 1980-1989 · 1990-1999 · >>